# Фикрета Јелић-Бутић
Фикрета Јелић-Бутић (Бања Лука, 1. август 1934 — Загреб, 8. април 1992) је била југословенска историчарка.

## Биографија
Гимназију је завршила у родном месту, а историју дипломирала на Филозофском факултету у Загребу. Докторирала је 1975. на Универзитету у Београду дисертацијом Усташе и НДХ. Радила је у Завичајном музеју у Бихаћу од 1958. до 1962, затим до пензионисања 1990. у Институту за историју радничког покрета Хрватске, где је била научна саветница од 1987.
Трагично је страдала заједно са мужем, историчаром Иваном Јелићем, у пожару у свом стану. До данас није утврђено како је пожар избио.

## Дела
- Ustaše i Nezavisna Država Hrvatska: 1941–1945, Zagreb 1977, 1978 (2. izd.).
- Hrvatska seljačka stranka, Zagreb 1983.
- Četnici u Hrvatskoj: 1941-1945, Zagreb 1986.